# Ассур, Амалия
Амалия Ассур (швед. Amalia Assur; 8 июня 1803, Стокгольм — 1889) — первая женщина-стоматолог в Швеции.

## Биография
Амалия Ассур родилась в Стокгольме в семье еврейского дантиста Джоэля Ассура (Joel Assur; 1753—1837), дантиста королевской семьи, которого называют одним из первых образованных дантистов в Швеции, и Эстер Мозес Хейлбут (Esther Moses Heilbuth). Её брат Джеймс Ассур также стал дантистом. Амалия Ассур так и не вышла замуж и осталась «мамзель». Она обучалась стоматологии у своего отца и с самого начала работала его ассистенткой.
В качестве ассистента дантиста её должность была неофициальной, и в конце концов на Ассуру донесли властям за то, что она практиковала без лицензии. В 1852 году она получила особое разрешение от Королевского совета здравоохранения (Kongl. Sundhetskollegiet) для самостоятельной практики в качестве стоматолога. Разрешение было личным, профессия стоматолога была формально запрещена для женщин, и поэтому она была особым исключением, а не первопроходицей среди других женщин. Амалия практиковала в Стокгольме.
В 1861 году профессия стоматолога стала официально доступна для обоих полов. Первой женщиной, получившей разрешение на практику после того, как профессия стоматолога стала доступна, была Розали Фугельберг.